# Лангведель (Шлезвіг-Гольштейн)
Лангведель (нім. Langwedel) — громада в Німеччині, розташована в землі Шлезвіг-Гольштейн. Входить до складу району Рендсбург-Екернферде. Складова частина об'єднання громад Норторфер-Ланд.
Площа — 24,22 км2. Населення становить 1552 ос. (станом на 31 грудня 2020).

## Галерея

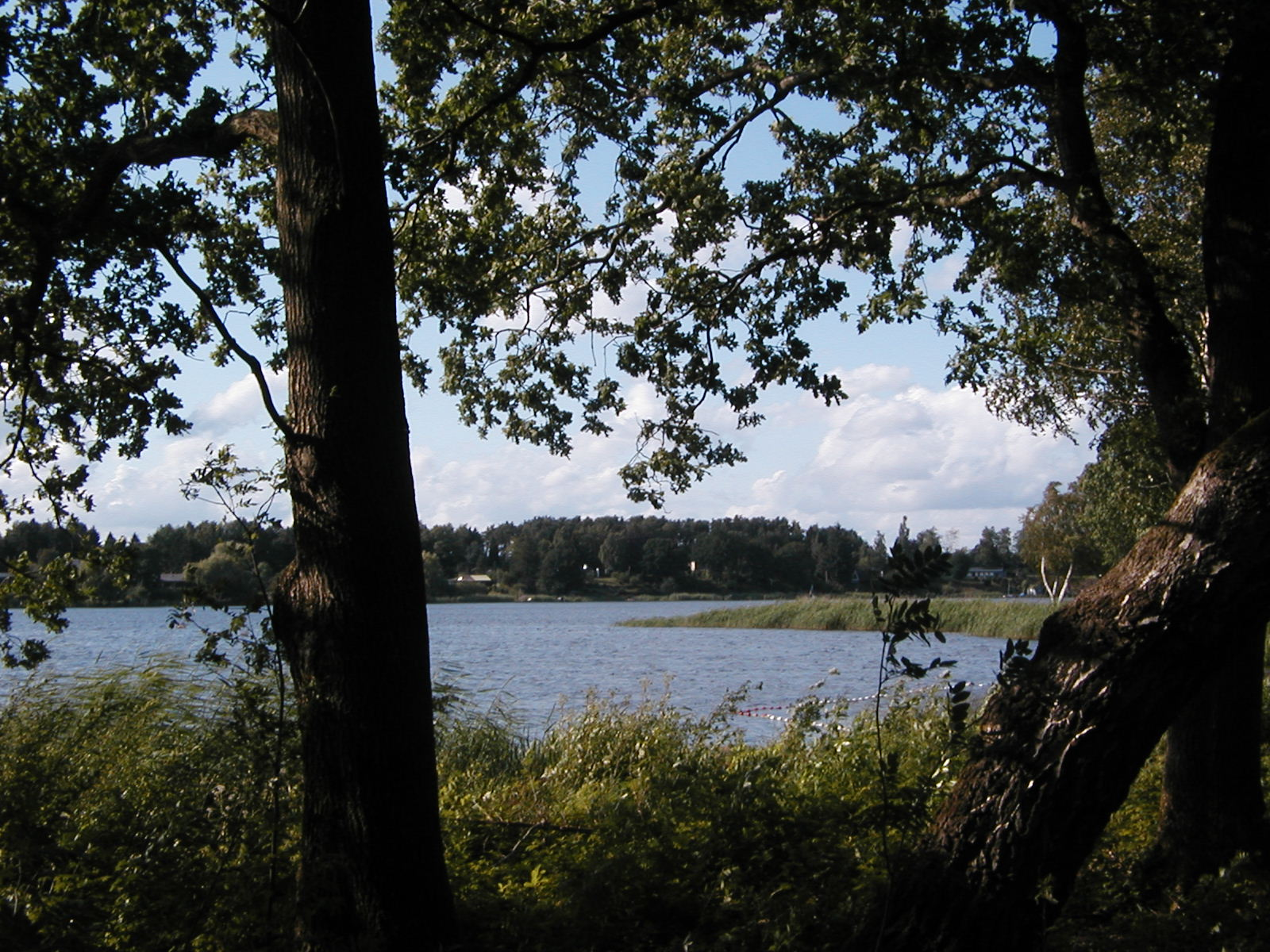
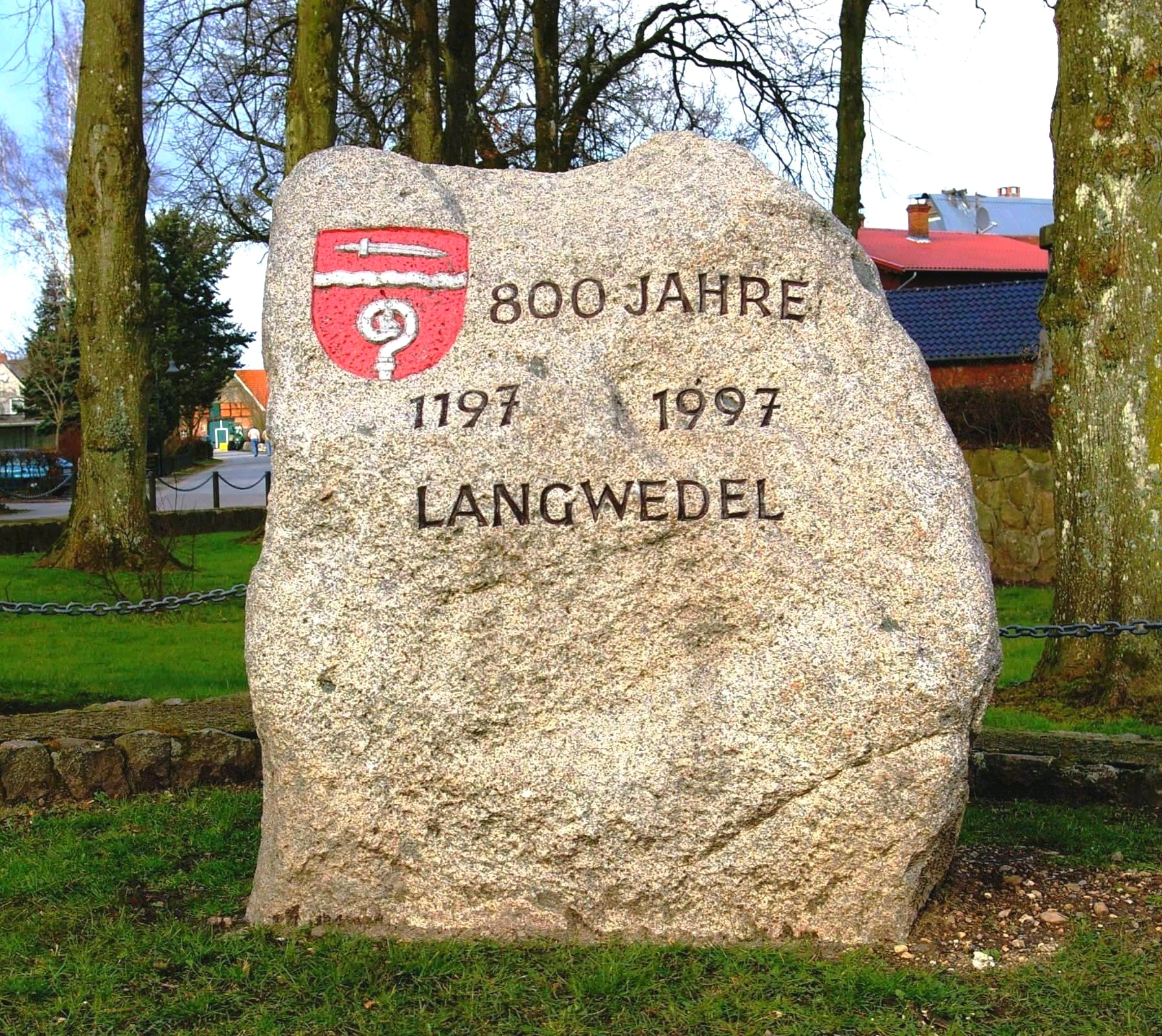
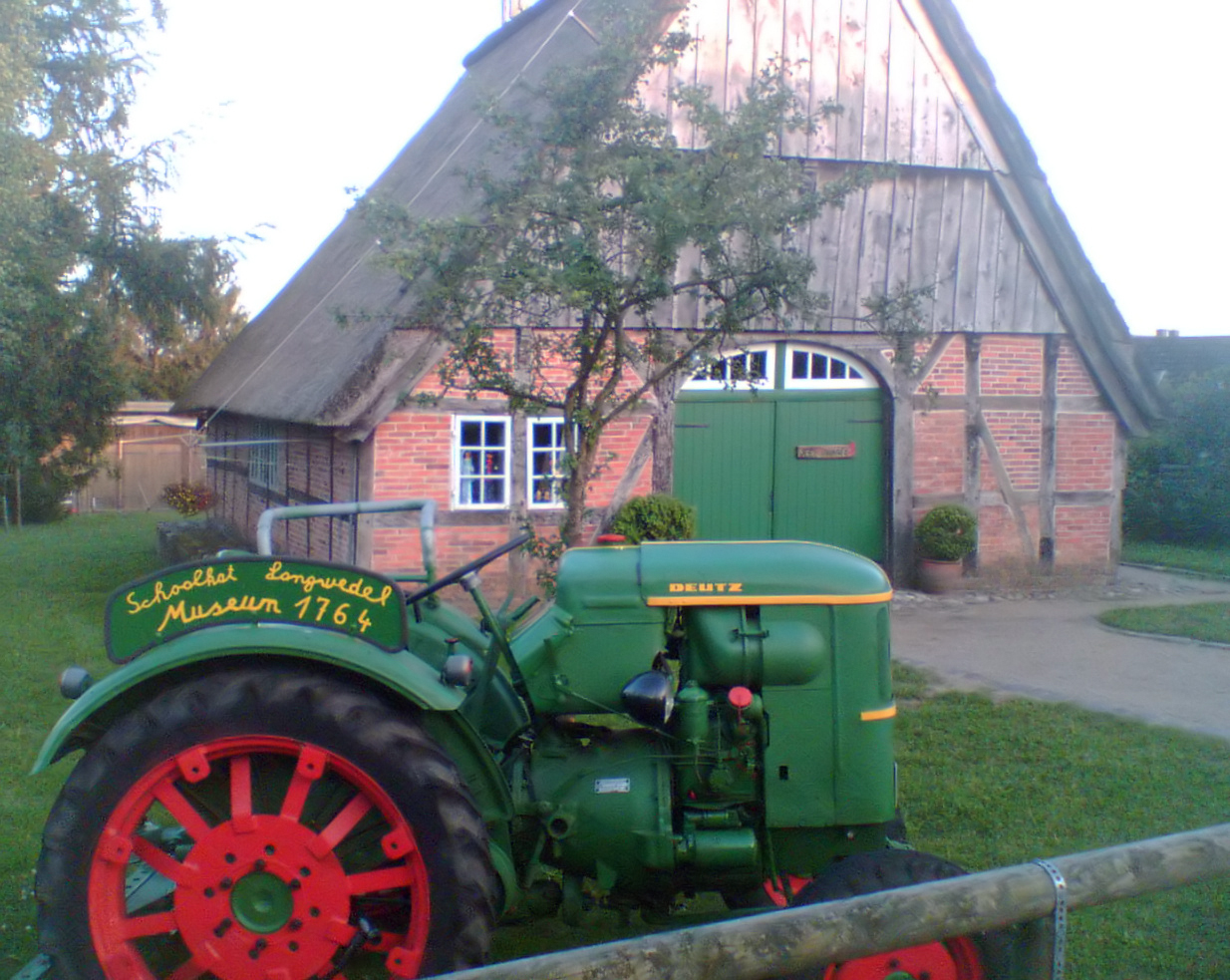
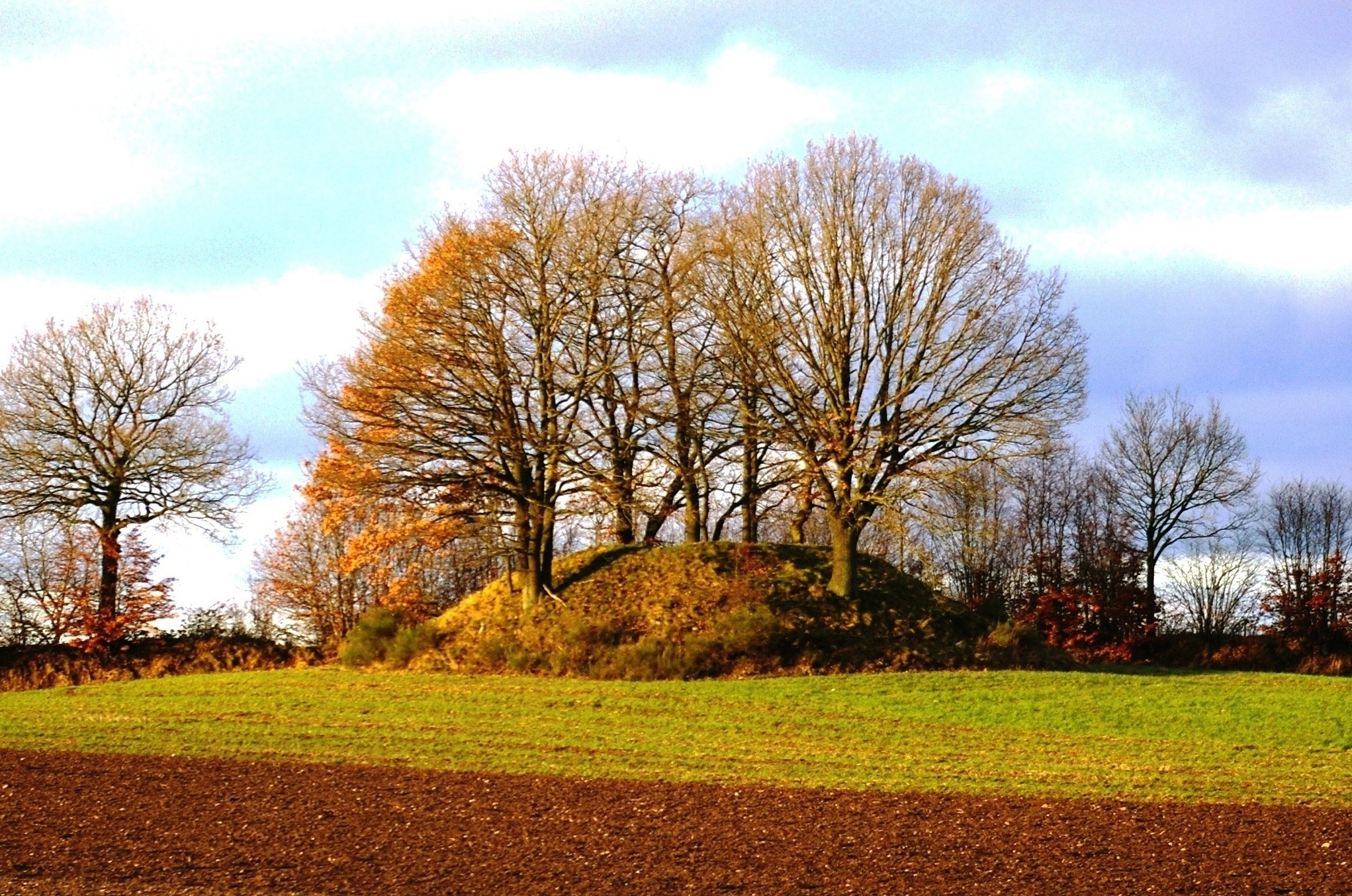
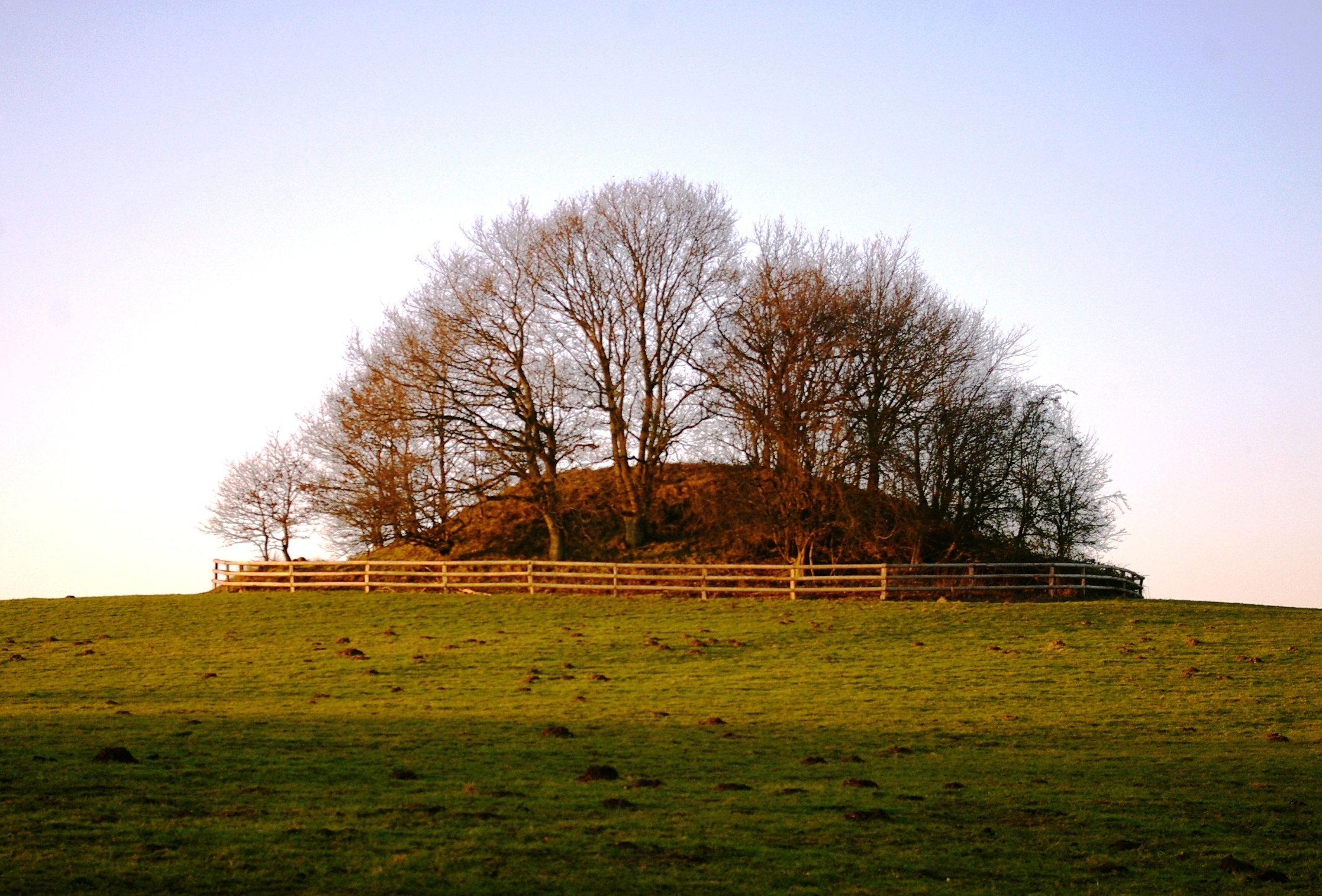
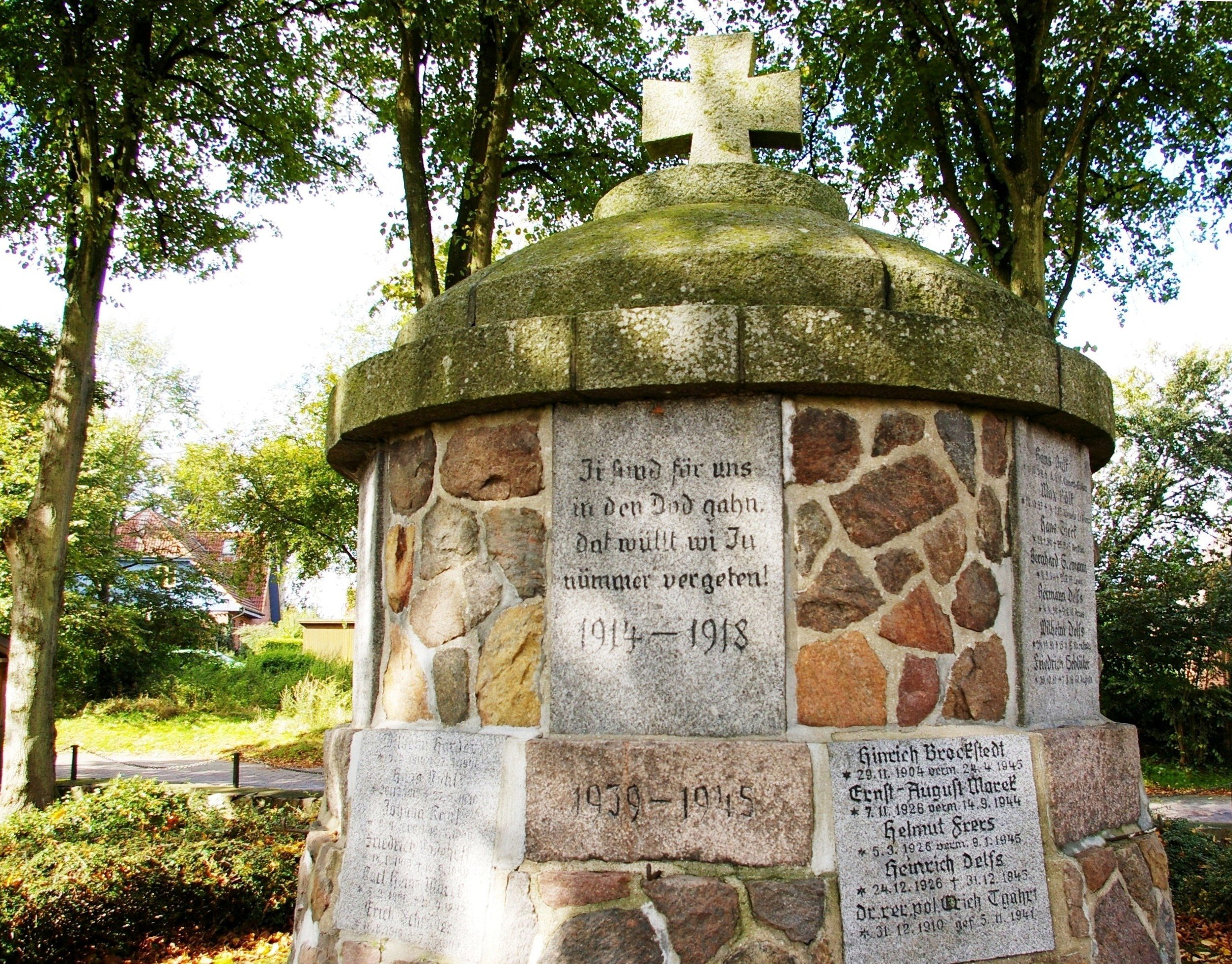